# 莊敬路 (桃園區)
莊敬路為桃園市桃園區的重要道路之一，全線共分為莊敬路一、二段。東至春日路，西至富國路。全線隸屬桃18線。

## 沿經行政區域
- 桃園市
  - 桃園區

## 分段
(由東至西)
- 一段：春日路－中正路
- 二段：中正路－富國路

## 車道配置
- 全線：
  - 雙向各二車道

## 主要結點
(由東至西)
- 春日路
- 經國路
- 同安街
- 中正路
- 寶慶路
- 富國路

## 沿線設施
(由東至西)
- 莊敬公園[1]
- 尊爵大飯店[2]
- 桃園市立圖書館埔子分館[3]
- 中正公園[4]
- 元大商業銀行(桃園分行)[5]
- 柏克來幼兒園[6]